# Willy Kreuz
Wilhelm (Willy) Kreuz (Wenen, 24 mei 1949) is een voormalige Oostenrijkse voetballer en trainer. In de jaren zeventig speelde hij voor Sparta en Feyenoord.

## Levensloop
Kreuz debuteerde in 1966 voor de Oostenrijkse regerend kampioen Admira Wien. Hij groeide uit tot een zeer doelgerichte spits. Op 19 april 1969 debuteerde hij in het nationale team in een wedstrijd tegen Cyprus. Kreuz vond in zijn eerste drie interlands telkens het doel en was al snel een vaste waarde in de ploeg. In 1971 werd hij met 26 goals topscorer van de nationale competitie.
Vanuit Nederland hadden zowel Sparta als Feyenoord interesse in de Oostenrijkse spits. In de zomer van 1971 kwamen de clubs er echter onderling niet uit. Een jaar later volgde alsnog een transfer naar Sparta. In zijn eerste seizoen bij Sparta vond Kreuz vijftien keer het goal in de competitie. Na  twee seizoenen volgde de overstap naar stadsgenoot Feyenoord.
In zijn eerste seizoen bij Feyenoord scoorde Kreuz 21 keer in de competitie. Hij werd met zijn team tweede achter PSV, evenals het jaar daarop. In de zomer van 1978 keerde de voetballer voor twee ton terug naar Oostenrijk, waar hij uitkwam voor VÖEST Linz. In diezelfde zomer nam Kreuz met het Oostenrijks voetbalelftal deel aan het Wereldkampioenschap voetbal in Argentinië. Het team haalde de tweede groepsfase waar het onder andere van Nederland verloor met 5-1 en laatste werd in een poule van vier.
In Oostenrijk speelde Kreuz vier seizoenen voor SK VOEST Linz. In zijn eerste twee jaar vond hij respectievelijk zestien- en dertienmaal het doel. Daarna ging het minder en was hij geen vaste waarde meer in de ploeg. Hij maakte in 1982 de overstap naar SC Eisenstadt, maar kwam slechts driemaal uit voor deze club en besloot definitief te stoppen. Zijn laatste wedstrijd voor het nationale team speelde hij in juli 1981 tegen Finland.
Na zijn actieve carrière als voetballer was hij trainer bij verschillende Oostenrijkse clubs, waaronder zijn oude club SK VOEST Linz en Admira. Zijn grootste succes als trainer was toen hij in 1991 met SV Stockerau  de nationale beker won.

### Overzicht
| Seizoen               | Club          | Land       | Competitie | Wedstrijden | Doelpunten |
| --------------------- | ------------- | ---------- | ---------- | ----------- | ---------- |
| 1966/1967             | Admira Wien   | Oostenrijk | Bundesliga | 15          | 8          |
| 1967/1968             | Admira Wien   | Oostenrijk | Bundesliga | 26          | 8          |
| 1968/1969             | Admira Wien   | Oostenrijk | Bundesliga | 22          | 8          |
| 1969/1970             | Admira Wien   | Oostenrijk | Bundesliga | 28          | 8          |
| 1970/1971             | Admira Wien   | Oostenrijk | Bundesliga | 28          | 26         |
| 1971/1972             | Admira Wien   | Oostenrijk | Bundesliga | 28          | 7          |
| 1972/1973             | Sparta        | Nederland  | Eredivisie | 31          | 15         |
| 1973/1974             | Sparta        | Nederland  | Eredivisie | 34          | 7          |
| 1974/1975             | Feyenoord     | Nederland  | Eredivisie | 33          | 21         |
| 1975/1976             | Feyenoord     | Nederland  | Eredivisie | 33          | 13         |
| 1976/1977             | Feyenoord     | Nederland  | Eredivisie | 34          | 10         |
| 1977/1978             | Feyenoord     | Nederland  | Eredivisie | 32          | 12         |
| 1978/1979             | SK VOEST Linz | Oostenrijk | Bundesliga | 33          | 16         |
| 1979/1980             | SK VOEST Linz | Oostenrijk | Bundesliga | 34          | 13         |
| 1980/1981             | SK VOEST Linz | Oostenrijk | Bundesliga | 21          | 6          |
| 1981/1982             | SK VOEST Linz | Oostenrijk | Bundesliga | 24          | 2          |
| 1982/1983             | SC Eisenstadt | Oostenrijk | Bundesliga | 3           | 0          |
| Totaal hoogste klasse |               |            |            | 459         | 180        |